# Anna Gasser
Anna Gasser (født 16. august 1991 i Millstatt am See, Kärnten) er en professionel snowboardkører fra Østrig. Hun deltog i vinter-OL 2014 i Sochi i disciplinen slopestyle, hvor hun tog førstepladsen i kvalifikationen.
Gasser deltog i Vinter X-Games i Aspen 2014, hvor hun blev nummer fem i slopestyle, én konkurrence, som blev vundet af nordmanden Silje Norendal.
Gasser var i november 2013, den første kvindelige snowboardkører, som udførte tricket "double cork kicker".